# レンチキュラー

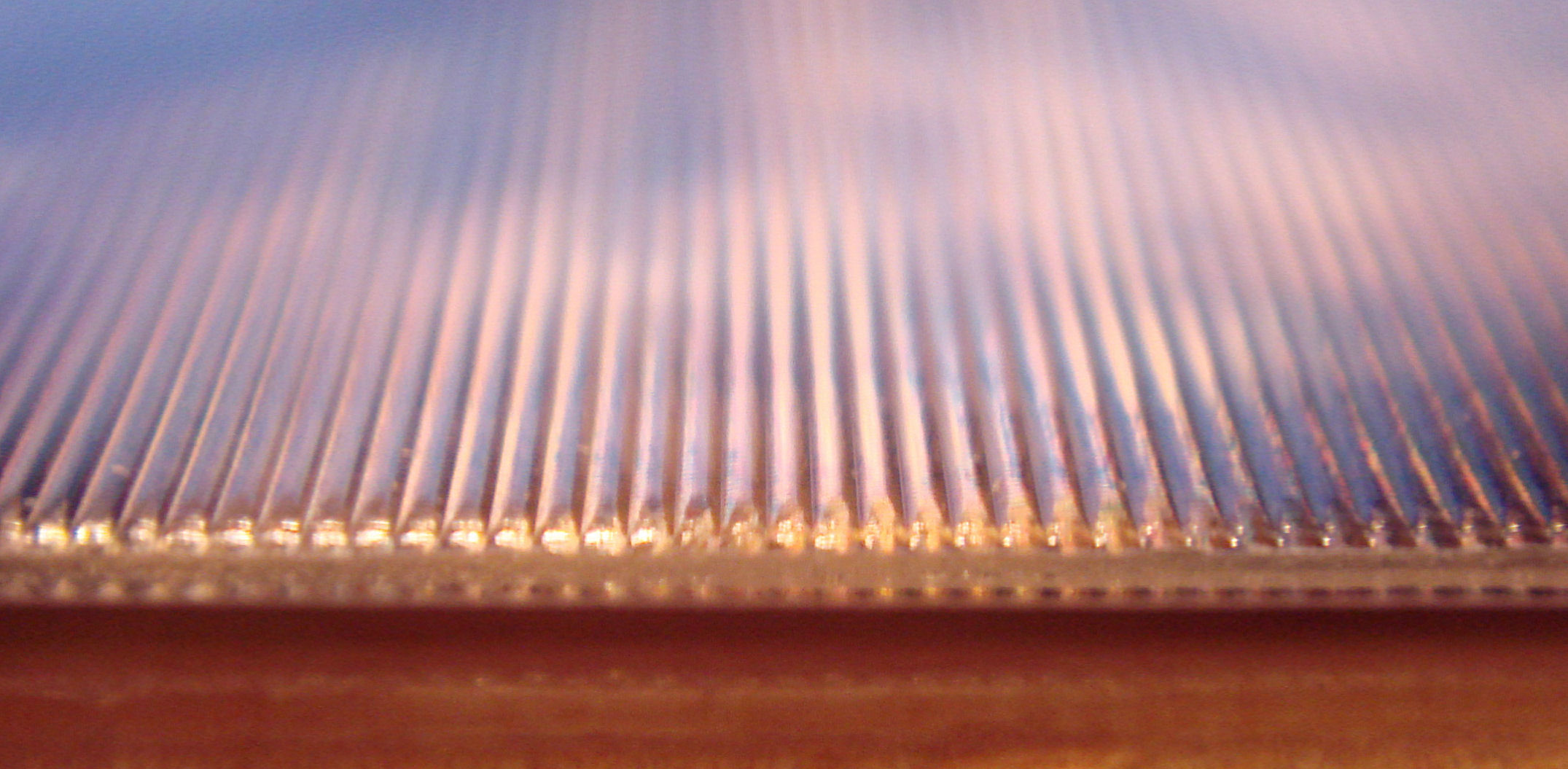
レンチキュラープリントの表面の拡大画像。

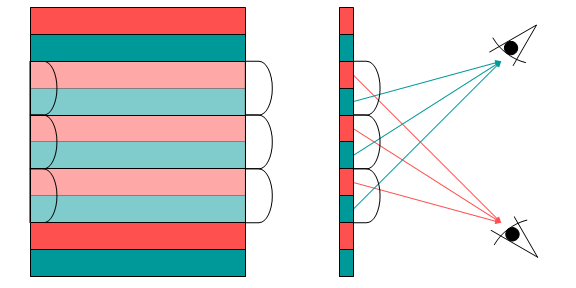
レンチキュラーの構造。緑と赤の画像が交互に並ぶ。見る角度によって片方の画像のみが見える。

レンチキュラー（lenticular）とは、シート状のレンチキュラーレンズを用いて、見る角度によって絵柄が変化したり、立体感が得られたりする印刷物のことである。数cm角の小型のものから、建物の壁面に取り付けられている広告板などの大型のものまである。裸眼式の3次元ディスプレイにも用いられる。

## 構造
レンチキュラーの構造は、レンチキュラー画像と呼ばれる画像の上に、表面に微細な細長いカマボコ状の凸レンズが無数に並んだシート（レンチキュラーレンズ）が配置されている。シートは透明なプラスチック製のものが使われている。画像を印刷した印刷物の上にシートを貼り合わせるか、シートの裏面に直接画像を印刷して作られる。レンチキュラー画像は、2つ以上の画像を細長く短冊状に切り、切った画像をインターレース状に順番に並べて1枚の画像にする。画像の1つの細片ごとに1つの凸レンズが載るように貼り合わせる（または印刷する）必要がある。位置がずれてしまうときれいに見ることができない。3次元ディスプレイでは、ピクセルの列とレンチキュラーの並びを一致させ、一列置きに異なる画像を表示させる。

## 使用例
レンチキュラーにより以下の3種類の効果を得ることができる。
- 見る角度によって絵柄が変わるもの。全く異なる複数の画像を組み合わせて使う。
- アニメーション効果のあるもの。少しずつ異なる画像を多数枚組み合わせる。目を動かしていくと動画を見ることができる。
- 3D効果のあるもの。左目用と右目用の、視差が生じる2枚の画像を組み合わせる（ステレオペア）。上の2つとは違い目を動かしてみるのではなく1点から見るだけで立体感を得られる。

日本では1960年に発売されたダッコちゃん人形の目に使われ、角度によってウインクして見えるようにした。
2024年に発売されたApple Vision Proでは、装着者の目の映像を表示する外側のディスプレイにレンチキュラーレンズが用いられている。

## 作成
画像（複数枚必要）からレンチキュラーを作成するサービスが各社から提供されているほか、レンチキュラーを作成するキットが発売されているので、パソコンを用いて自分で作成することもできる。